# El macho
El macho es una película de comedia y drama mexicana de 1987, dirigida por Rafael Villaseñor Kuri y protagonizada por Vicente Fernández, Eulalio González "El Piporro", Lina Santos, Rosario Escobar y Lizetta Romo.

## Sinopsis
Trata sobre la vida de dos campesinos perezosos, Lindoro Marmolejo (Vicente Fernández) y Don Venustiano "Don Venustiano" Marmolejo (Eulalio González "El Piporro"), padre e hijo respectivamente, que viven de la comida que roban y en un rancho viejo, ellos admiran a un personaje de telenovela que es muy macho y raptador de mujeres, un día Micaela (Rosario Escobar), la novia de Lindoro le consigue trabajo en una hacienda en la cual roba un traje de charro y un caballo para salir de aventuras con su padre en las cuales él y su padre se ven envueltos en robos, peleas y desengaños, en una ocasión fueron testigos de un robo en el cual terminan por ir con el asaltante a una fiesta en la ciudad llena de mujeres y drogas, allí son capturados por la policía pero lograron salir gracias a que el otro asaltante era hijo de una persona importante, luego de miles aventuras regresan a la hacienda donde vivía Micaela donde Lindoro se da cuenta de que el mejor camino es trabajar; la película acaba con una escena en donde el padre de Lindoro, Lindoro y Micaela aran la tierra para sembrar sus frutos.

## Reparto
| Actor             | Personaje |
| ----------------- | --------- |
| Vicente Fernández |           |
| Eulalio González  |           |
| Lina Santos       |           |
| Rosario Escobar   |           |
| Humberto Elizondo |           |
| Lizetta Romo      |           |